# 阿剌瓦而思
阿剌瓦而思（?—?），蒙古帝国将领，回回八瓦耳部人。
阿剌瓦而思初为本国千夫长，成吉思汗西征时降附。曾随从成吉思汗亲征，破瀚海军，又攻轮台（故址今新疆轮台东南）、高昌（故址今吐鲁番东）、于阗（今和田一带）、寻思干（撒马儿罕）等地，久攻不下，最后战死在军中。其子阿剌瓦丁（1191年—1292年），从忽必烈北征有功，至元二十九年（1292年）卒，寿一百零二岁。阿剌瓦丁的儿子赡思丁，有五子：长子乌马儿，官至陈州达鲁花赤；次子不别，官至隆镇卫都指挥使；三子忻都，官至监察御史；四子阿合马，官至拱卫直司都指挥使；五子阿散不别，骁勇善骑射，历事元成宗、元武宗、元仁宗，前后赏赐纸币等四十万缗，官至荣禄大夫，三珠虎符。阿散不别之子斡都蛮袭职。

## 延伸阅读
[在维基数据编辑]
 《元史·卷123》，出自宋濂《元史》
 《新元史/卷131》，出自柯劭忞《新元史》